# Shinbutsu bunri
El término Shinbutsu bunri (神仏分離?) indica la prohibición en Japón de fusionar el sintoísmo con el budismo, y el esfuerzo de crear una división clara entre el sintoísmo y el budismo por un lado, y de los templos budistas y santuarios sintoístas en otro lado. A finales de la era Edo el sintoísmo y el budismo estaban íntimamente conectados en lo que era llamado shinbutsu shūgō (神仏習合?) al punto en que las edificaciones eran usadas simultáneamente como santuarios sintoístas y templos budistas.
La tendencia de una oposición al budismo fue vista a inicios de la era Meiji como una reacción nacionalista a su expansión pero el término usualmente indica al movimiento antibudista que, a partir de mediados de la era Edo, acompañado del confucianismo, el estudio de la literatura y cultura antigua japonesa (o kokugaku), y el nacionalismo sintoísta, todos estos movimientos con una visión opuesta al budismo. En un sentido más preciso, el shinbutsu bunri es la política de separación del sintoísmo y del budismo que perseguía el nuevo gobierno Meiji con la Orden de Separación del Sintoísmo y del Budismo (神仏判然令 Shinbutsu Hanzenrei?). Este último evento es de particular importancia histórica, en parte debido a que exacerbó el haibutsu kishaku, un movimiento violento antibudista que durante los años finales del shogunato Tokugawa y durante la Restauración Meiji causó el cierre obligado de miles de templos, la confiscación de sus tierras, el forzado regreso de monjes a la vida común, y la destrucción de libros, estatuas y otras propiedades budistas. Inclusive campanas de bronce budistas fueron fundidas para fabricar cañones.

## En la era Edo
Tanto el shinbutsu bunri y el haibutsu kishaku provocaron en esta época un fenómeno que apareció en mayor medida en dominios donde el confucianismo antibudista era prominente, como en los dominios de Okayama, Mito y Yodo. Por ejemplo, en la década de 1660 Tokugawa Mitsukuni de Mito forzó el cierre de miles de templos budistas y ordenó la construcción de un santuario sintoísta por villa.

## En la era Meiji
El gobierno Meiji intentó clarificar la distinción entre el budismo y el sintoísmo con una serie de edictos, y se realizó en varias etapas.
Una primera orden emitida por el Jingijimuka en abril de 1868 ordenó la eliminación del hábito de los shasō (社僧?) y bettō (別当?) (monjes de santuario que celebran ritos budistas en santuarios sintoístas). Unos días después, el Daijōkan prohibió la aplicación del término budista gongen a los kami japoneses y la veneración de estatuas budistas en los santuarios. El tercer paso consistió de la prohibición del término budista Daibosatsu a la deidad sintoísta Hachiman en el Santuario Iwashizumi y el Santuario Usa Hachiman. En el cuarto y último paso, todos los shasō y bettō a los que se les retiraron sus hábitos se convirtieron en kannushi (神主?   sacerdotes de santuario) y regresaron a sus santuarios. También, los monjes de la secta Nichiren no podían referir a sus deidades como kami.
La política de shinbutsu bunri en la era Meiji significó como el primer paso para convertir el sintoísmo en la religión oficial del estado; sin embargo, la idea fracasó debido a la abierta oposición y fue desechado. En 1873 el gobierno admitió que sus esfuerzos de elevar el sintoísmo sobre el budismo fracasaron. Sin embargo, el gobierno tuvo éxito en crear la falsa impresión de que el sintoísmo y el budismo en Japón eran completamente diferentes e independientes. 
De cualquiera forma, en menos de dos décadas el budismo no sólo se recuperó, sino que se modernizó, convirtiéndose una vez más en una fuerza significativa. Esto condujo a la coexistencia del sintoísmo y del budismo como se ve hoy en día.

## Causas
Los sentimientos antibudistas comenzaron a surgir durante el shogunato Tokugawa, y numerosos grupos tenían razones para oponerse al budismo. El shinbutsu bunri fue visto como una forma de debilitar el budismo y restar su inmenso poder económico y social. Al mismo tiempo, suponía que daba realce al sintoísmo y su culto al Emperador, mientras que estimulaba el orgullo nacional japonés. El movimiento antibudista fue liderado por eruditos confucionistas, neoconfucionistas, sintoístas y del Kokugaku como Toju Nakae, Kumazawa Banzan, Yamaga Sokō, Itō Jinsai, Ogyū Sorai, Norinaga Motoori y Hirata Atsutane. Debido a que los motivos eran diferentes y a veces contrastaban, no existió una unidad. De hecho, existieron personas que apoyaban el modernismo, pero que recibían críticas de aquellos que mantenían ideas feudales o un emotivo y simple nacionalismo.

### El shogunato Tokuagawa y el sistemadanka
La relación entre el budismo y el shogunato Tokugawa fue compleja. A pesar de que la filosofía oficial estuvo apegada al neoconfucianismo, el budismo se convirtió en parte integral del estado como consecuencia de la política de los Tokugawa de perseguir a los cristianos. Para detener la propagación del cristianismo, se introdujo el sistema danka, que obligaba a las familias a afiliarse a un templo budista, y a cambio recibían una certificación que confirmaba que no eran cristianos. Sin esta certificación era imposible vivir de manera normal en el Japón de la era Edo. Las familias tenían por ley realizar varias obligaciones a través de las instituciones budistas, sobre todo hacer donaciones monetarias al templo afiliado. Debido a que existían 100.000 templos en un país de 30 millones de habitantes, existía un promedio de 300 personas que patrocinaban un templo, causando una considerable carga económica. Esto causó un descontento general y posteriormente generó en un repudio. El hecho de que el budismo estuvo profundamente arraigado con los shōgun también significó que se había convertido en uno de sus símbolos y en un enemigo de aquellos que buscaban la caída del shogunato. Todas estas facciones anhelaban la caída del budismo y el fortalecimiento del sintoísmo era considerado como una forma de buscar dicho objetivo.

### Neoconfucianismo
El pensamiento neoconfucionista en Japón enfatizó el uso de la razón y era esencialmente humanística; por lo tanto rechazaba el budismo como superstición. También enfatizaba la lealtad al Emperador y fue radicalmente xenofóbica. El confucianismo antibudista fue la causa de los sucesos de haibutsu kishaku en los dominios de Aizu, Okayama y Mito durante la era Edo. Algunos de los líderes del movimiento neoconfucionista fueron antiguos monjes budistas. Fujiwara Seika, Hayashi Razan y Yamazaki Ansai fueron antiguos monjes Rinzai.

### Kokugaku
El kokugaku fue una escuela de filología y filosofía japonesa que surgió en la era Edo. Los eruditos del kokugaku preferían el estudio filológico de los antiguos clásicos japoneses en vez del estudio de textos chinos y budistas. Los estudiosos del kokugaku criticaban la moral represiva de los pensadores confucianos y trataron de restablecer la cultura japonesa anterior a la llegada de formas extranjeras de pensamiento y costumbres. Uno de sus exponentes más influyentes fue Norinaga Motoori.
A mediados del siglo XIX, los estudiantes del kokugaku se involucraron en la lucha contra el shogunato y apoyaban al emperador. Reclamaban que los antiguos documentos japoneses decían que solamente el emperador era divinamente autorizado para gobernar Japón.

### Modernistas
Los modernistas tenían aversión al carácter no científico del budismo y justificaban que drenaba la economía nacional.

## Consecuencias
A pesar de que los edictos gubernamentales no ordenaban explícitamente el cierre de los templos, la destrucción de propiedades budistas y la eliminación de los hábitos de monjes y monjas budistas, en ocasiones eran interpretadas como tales, y el movimiento haibutsu kishaku se expandió en todo el país con trágicas consecuencias. Una gran parte de la población que se sintió afectada económicamente con el sistema danka ( 檀家制度 Danka seido?) participaron en el movimiento. Dicho sistema fue creado por el shogunato Tokugawa con el fin de detener la expansión del cristianismo y obligó a todas las familias a afiliarse y patrocinar un templo budista.
La política de shinbutsu bunri por sí misma fue la causa directa de daños serios a importantes propiedades culturales. Debido a que la sincretización entre ambas religiones se prohibió, los santuarios y templos tenían que donar algunos de sus tesoros, y eso condujo al daño de su herencia cultural y decreció el valor histórico y económico de sus propiedades. Por ejemplo, en el santuario sintoísta Tsurugaoka Hachiman-gū de Kamakura, los gigantes Niō ( 仁王?) (los dos guardianes de madera que se encuentran en los lados de la entrada de un templo), que eran objetos de adoración budista y por ende eran ilegales en el santuario, fueron vendidos al templo Jufuku-ji, en donde se encuentran actualmente. El santuario también tuvo que destruir las edificaciones relacionadas al budismo, por ejemplo su torre tahōtō (多宝塔?), su midō (御堂?) y su garan (伽藍?). Muchos templos budistas fueron simplemente clausurados, como el Zenkō-ji, en el que el ahora independiente Meigetsu-in fue su reemplazo.
Otra consecuencia de la política fue la creación de las llamadas “tradiciones inventadas”. Para evitar la destrucción de material ilegal durante las nuevas reglas, los monjes budistas y sintoístas inventaron tradiciones, genealogías y otra clase de información que justificara su presencia. Esto conllevó a que el conocimiento de su origen a veces se perdía, causando grandes confusiones entre los investigadores.